# Vascani, Iași
Vascani este un sat în comuna Ruginoasa din județul Iași, Moldova, România. Satul este situat între orașele Pașcani și Târgu Frumos.

## Monumente istorice
- Situl arheologic de la Vascani, punct „Pe Platou” (-); cod LMI:IS-I-s-B-03682
- Așezare (sec. XVIII, Epoca medievală); cod LMI: IS-I-m-B-03682.01
- Așezare (sec. XVI – XVII, Epoca medievală); cod LMI: IS-I-m-B-03682.02
- Așezare (sec. XIV – XV, Epoca medievală); cod LMI: IS-I-m-B-03682.03
- Așezare (sec. V, Epoca migrațiilor); cod LMI: IS-I-m-B-03682.04
- Așezare (sec. IV p.Chr, Epoca daco-romană); cod LMI: IS-I-m-B-03682.05
- Așezare (sec. II – III p. Chr., Epoca romană); cod LMI: IS-I-m-B-03682.06
- Așezare (Latène, cultura geto-dacică); cod LMI: IS-I-m-B-03682.07